# العلاقات الفلبينية الميكرونيسية
العلاقات الفلبينية الميكرونيسية هي العلاقات الثنائية التي تجمع بين الفلبين وولايات ميكرونيسيا المتحدة.

## مقارنة بين البلدين
هذه مقارنة عامة ومرجعية للدولتين:
| وجه المقارنة                                              | الفلبين                       | ولايات ميكرونيسيا المتحدة |
| --------------------------------------------------------- | ----------------------------- | ------------------------- |
| المساحة (كم2)                                             | 343.45 ألف                    | 702                       |
| عدد السكان (نسمة)                                         | 104.92 مليون                  | 105.54 ألف                |
| الكثافة السكانية (ن./كم²)                                 | 305.49                        | 15.03 ألف                 |
| العاصمة                                                   | مانيلا                        | باليكير                   |
| اللغة الرسمية                                             | اللغة الفلبينية، لغة إنجليزية | لغة إنجليزية              |
| العملة                                                    | بيسو فلبيني                   | دولار أمريكي              |
| الناتج المحلي الإجمالي (بليون دولار)                      | 313.60 مليار                  | 336.43 مليون              |
| الناتج المحلي الإجمالي (تعادل القوة الشرائية) بليون دولار | 743.90 مليار                  | 365.27 مليون              |
| الناتج المحلي الإجمالي الاسمي للفرد دولار أمريكي          | 2.90 ألف                      | 3.02 ألف                  |
| الناتج المحلي الإجمالي للفرد دولار أمريكي                 | 7.39 ألف                      |                           |
| مؤشر التنمية البشرية                                      | 0.668                         | 0.640                     |
| رمز المكالمات الدولي                                      | +63                           | +691                      |
| رمز الإنترنت                                              | .ph                           | .fm                       |
| المنطقة الزمنية                                           | توقيت الفلبين                 |                           |

## منظمات دولية مشتركة
يشترك البلدان في عضوية مجموعة من المنظمات الدولية، منها:
| علم المنظمة | اسم المنظمة                               | تاريخ انضمام الفلبين | تاريخ انضمام ولايات ميكرونيسيا المتحدة |
| ----------- | ----------------------------------------- | -------------------- | -------------------------------------- |
|             | بنك التنمية الآسيوي                       | 1966                 | 1990                                   |
|             | مؤسسة التنمية الدولية                     | 28 أكتوبر 1960       | 24 يونيو 1993                          |
|             | يونسكو                                    | 21 نوفمبر 1946       | 19 أكتوبر 1999                         |
|             | وكالة ضمان الاستثمار متعدد الأطراف        | 8 فبراير 1994        | 11 أغسطس 1993                          |
|             | الأمم المتحدة                             | 24 أكتوبر 1945       | 17 سبتمبر 1991                         |
|             | البنك الدولي للإنشاء والتعمير             | 27 ديسمبر 1945       | 24 يونيو 1993                          |
|             | الاتحاد الدولي للاتصالات                  | 25 مايو 1912         | 18 مارس 1993                           |
|             | منظمة حظر الأسلحة الكيميائية              | ?                    | ?                                      |
|             | مؤسسة التمويل الدولية                     | 12 أغسطس 1957        | 24 يونيو 1993                          |
|             | المركز الدولي لتسوية المنازعات الاستشارية | 17 ديسمبر 1978       | 24 يوليو 1993                          |

## وصلات خارجية
- موقع وزارة الخارجية الفلبينية